# Гари, тренер по теннису
Гари, тренер по теннису (англ. Balls Out: Gary the Tennis Coach) — комедия Дэнни Лейнера, главные роли в которой сыграли Шон Уильям Скотт, Рэнди Куэйд и Леонор Варела.

## Сюжет
Главный герой фильма Гарри Хаусман (Шон Уильям Скотт), в прошлом успешный спортсмен, которого в последнее время постигают одни лишь неудачи. После долгого отсутствия работы ему всё же удаётся получить должность тренера теннисной команды в одной из школ. Работа оказывается не из лёгких, команда очень слабая и плохо организованная и этому есть причина: прошлый тренер команды полностью отбил у её членов всякую тягу заниматься этим спортом. И Гари предстоит непростая задача вернуть им командный дух и привести к победам в соревнованиях среди школ.

## В ролях
| Актёр             | Роль             |
| ----------------- | ---------------- |
| Шон Уильям Скотт  | Гарри Хаусман    |
| Рэнди Куэйд       | тренер Лью Таттл |
| Брандо Итон       | Майк Дженсен     |
| Эмили Уоллес      | Дженни Таттл     |
| Энтони Майлз      | Стив Пимбл       |
| Леонор Варела     | Норма Санчес     |
| Джастин Чон       | Джо Чанг         |
| Аллен Евангелиста | Марикар Магвилл  |
| Дэниел Росс       | Джеффри Вэйнир   |
| Винсент Тейлор    | Кевин Джонс      |
| Мередит Итон      | миссис Таттл     |
| Стерлинг Найт     | теннисист        |

## Производство
Сценарий написанный к этому фильму победил на конкурсе «BlueCat Screenplay Competition» в 2005 году . Съёмки фильма в основном проходили в Техасе, в городах Остин и Тейлор. На европейский рынок фильм вышел 8 февраля 2008 года, в США премьера состоялась 9 января 2009 года, фильм не выходил в кинотеатральный прокат, а сразу был выпущен на DVD .